# مایل مربع
مایل مربع (به انگلیسی: sq mi یا mi²) واحد اندازه‌گیری مساحت به مقیاس انگلیسی سلطنتی است. نباید این واحد با کلمهٔ مربع مایل (به انگلیسی: miles square) که بیان‌کنندهٔ توان دو است اشتباه شود. برای مثال، ۲۰ مربع مایل می‌شود ۴۰۰ مایل‌مربع (۲۰×۲۰ مایل).
یک مایل‌مربع برابر است با:
- ۴٬۰۱۴٬۴۸۹٬۶۰۰ اینچ مربع
- ۲۷٬۸۷۸٬۴۰۰ فوت مربع
- ۳٬۰۹۷٬۶۰۰ یارد مربع
- ۶۴۰ جریب
- ۲۵۸٫۹۹۸۸۱۱۰۳۳۶ هکتار
- ۲۵۶۰ مقیاس رود ۷ تا ۸ یارد
- ۲۵٬۸۹۹٬۸۸۱٬۱۰۳٫۳۶ سانتی‌متر مربع
- ۲٬۵۸۹٬۹۸۸٫۱۱۰۳۳۶ متر مربع
- ۲٫۵۸۹۹۸۸۱۱۰۳۳۶ کیلومتر مربع